# Туризм у Приштині

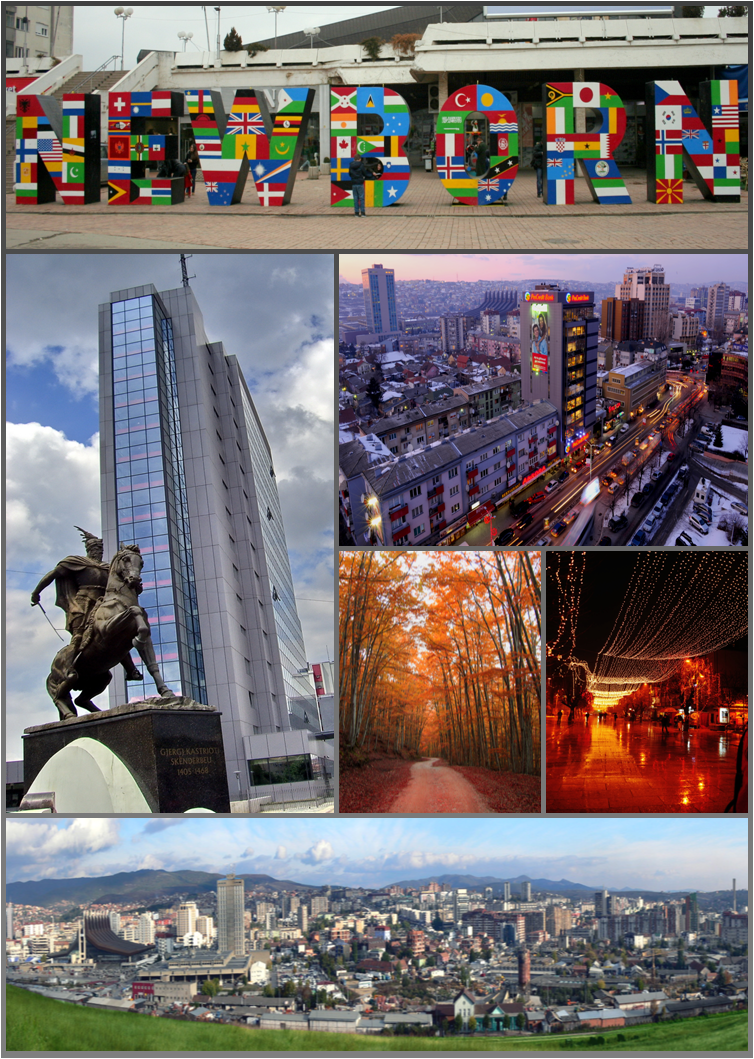
Зверху (зліва направо): Newborn (пам'ятник), Будівля уряду Косова та пам'ятник Скандербегу, сучасна Приштина, національний парк Гермія, площа Матері Терези та панорамний краєвид міста.

Туризм у Приштині в 2012 році принадив 36 186 іноземних гостей, що становило 74,2 % усіх мандрівників, які подорожували Косовом. Іноземні туристи здебільшого приїжджають з таких країн, як Албанія, Туреччина, Німеччина, США, Словенія та Македонія. Серед найбільш відвідуваних місць у Приштині — озеро Батлава й Мармурова печера в Нижнє Гадиме; ці місця також найпопулярніші атракції в Косові.
Приштина найбільш популярна серед туристичних напрямків у Косові та є головною повітряною брамою країни. Кількість іноземних відвідувачів, які гостювали у Приштині протягом 2012 року, зросла більш ніж на 10 тис. відповідно до 2008 року (25 434 особи). У першому кварталі 2013 року в Приштині налічувалося 24 з 102 готелів Косова. Протягом третього кварталу 2013 року використали 18,85 % ліжкомісць у готелях міста. У Приштині було 423 номери з одним ліжком, 268 номерів з двома ліжками, 13 номерів з трьома ліжками, 49 квартир та 6 резиденцій.
З 2009 року Асоціація туризму Косова організовує щорічний ярмарок туризму в Приштині, який створений з метою приваблення іноземних туристів до країни. На Міжнародному ярмарку туризму в 2013 році, що відбувся у Токіо, був виставлений стенд, який представляв туристам з Азії атракції Косова, починаючи з Приштини та закінчуючи такими місцями як Печ, Джяковиця та Призрен.
Приштина ― місце, відоме як центр студентів, що приїздять з таких країн, як Албанія, Північна Македонія, Чорногорія та Сербія. Місто поєднує в собі османську та югославську культури. Населення Приштини відоме своєю гостинністю та релігійною толерантністю, (в місті живуть переважно мусульмани, але є також католики, православні, люди інших релігій та атеїсти).
У місті під час Другої світової війни переховувалося багато євреїв, чиї кладовища збережені й відкриті для відвідувань.
Кав'ярні є репрезентативною іконою Приштини ― їх можна знайти майже повсюдно, а також тимчасово на різних фестивалях та подіях. У регіоні Приштини є монастир, занесений до списку Світової спадщини ЮНЕСКО.

## Статистика
У таблиці нижче показано кількість внутрішніх і міжнародних відвідувачів міста та кількість ночей, які вони провели у Приштині з 2008 по 2012 роки. Як видно з таблиці, кількість туристів у Приштині щорічно збільшується.
| Рік      | кількість відвідувачів | Кількість проведених ночей |
| -------- | ---------------------- | -------------------------- |
| 2008 рік | 22,160                 | 44,171                     |
| 2009 рік | 40,168                 | 67 715                     |
| 2010 рік | 35,671                 | 67 703                     |
| 2011 рік | 32,245                 | 63 716                     |
| 2012 рік | 51,736                 | 84,952                     |

## Музеї

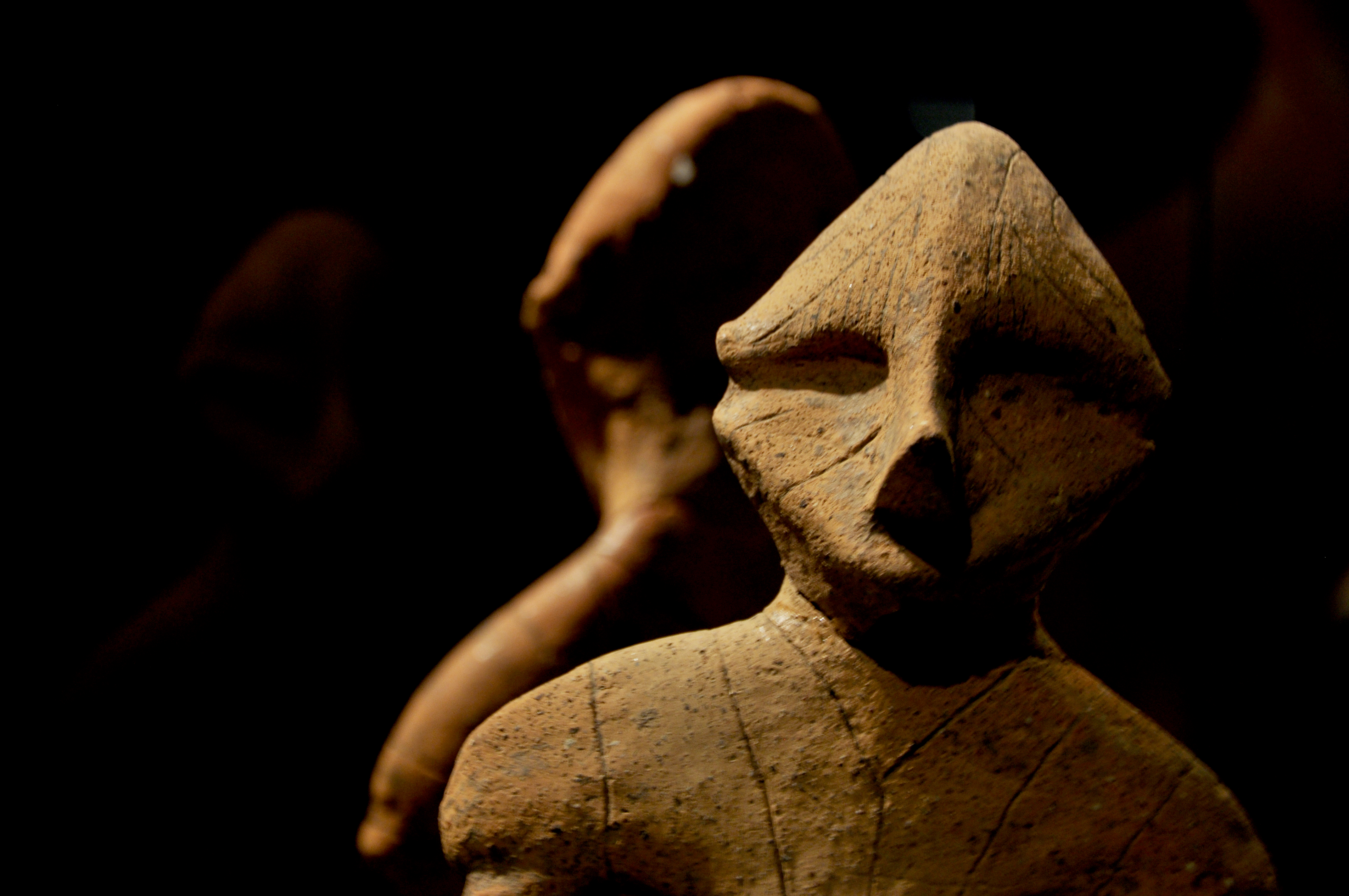
«Богиня на троні» (відомий косовський археологічний артефакт)

- Національний музей Косова має колекцію, яка містить понад 50 тисяч експонатів різних напрямів ― з археології, технології, історії, природи, етнокультури, фольклору, національної спадщини і майже все, що показує історію Косова в різні часи ― від епохи неоліту до сьогодення. У Косовському музеї є велика колекція археологічних та етнографічних артефактів, включаючи неолітичну богиню на теракотовому престолі, знайдену поблизу Приштини у 1956 році[25] та яку зображено на гербі міста. Велика кількість артефактів давнини досі перебуває в Белграді. Музей був розграбований в 1999 році.[26]
- Етнографічний музей (Еміна Джику) в Приштині ― це частина Національного музею Косова в Приштині. Розташований у старому житловому комплексі, що складається з чотирьох будинків, два з яких датуються XVIII століттям, а два інші — ХІХ століттям. Концепція Етнографічного музею базується на чотирьох головних темах, що представляють життєвий цикл, який включає народження, життя, смерть та духовну спадщину. Кам'яний дім також є частиною музею, який нині слугує центром сучасного мистецтва.

## Османська Приштина

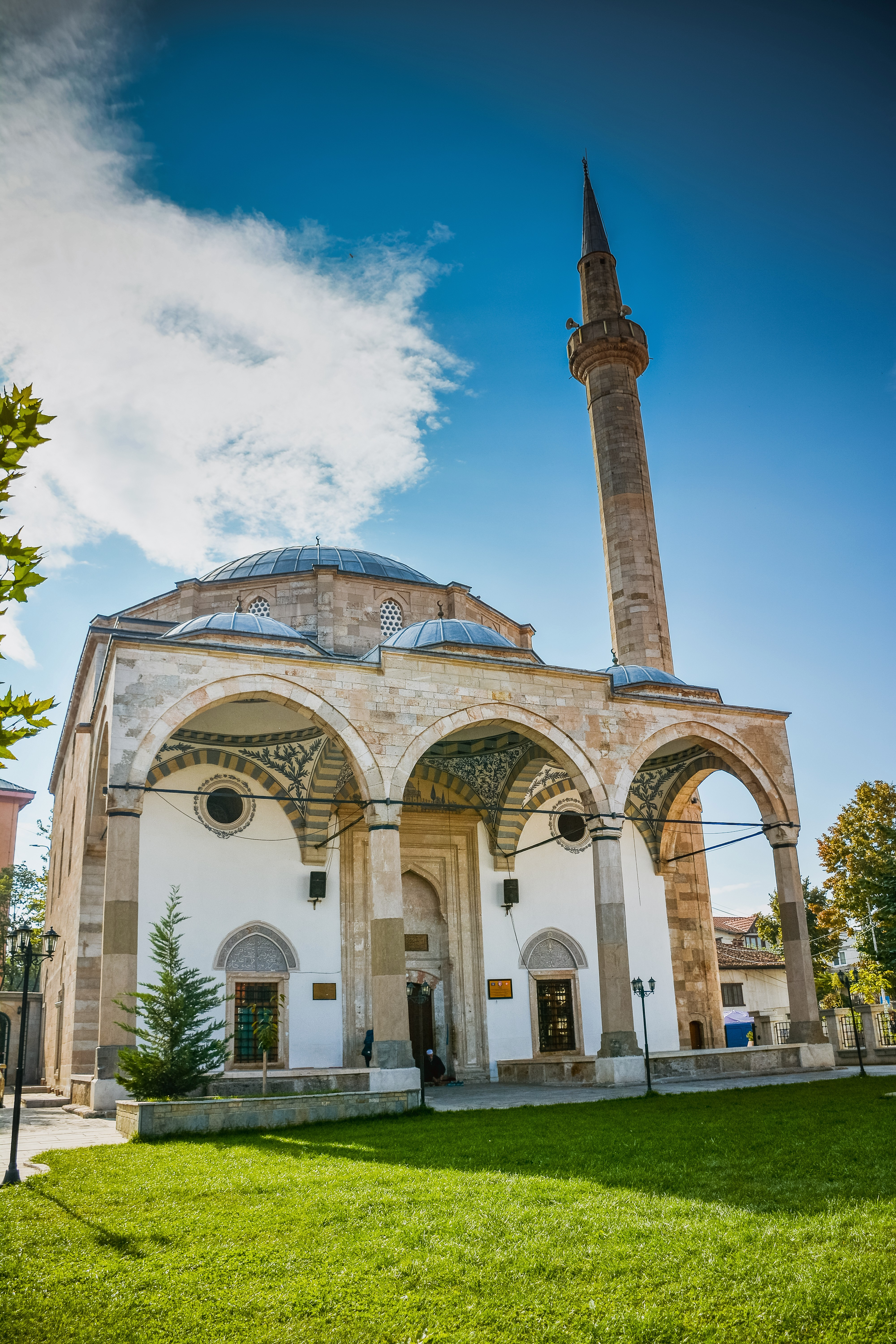
Королівська (царська) мечеть

Приштина містить безліч східних елементів, зокрема мощені дороги, багато мечетей, базарів та відомий монумент Газиместан. Деякі з популярних мечетей в місті: Мечеть Короля (побудована в 1460—1461 роках Султаном Мехмедом II аль-Фатіхом), Мечеть Яшар-паші та Мечеть Чаршия.

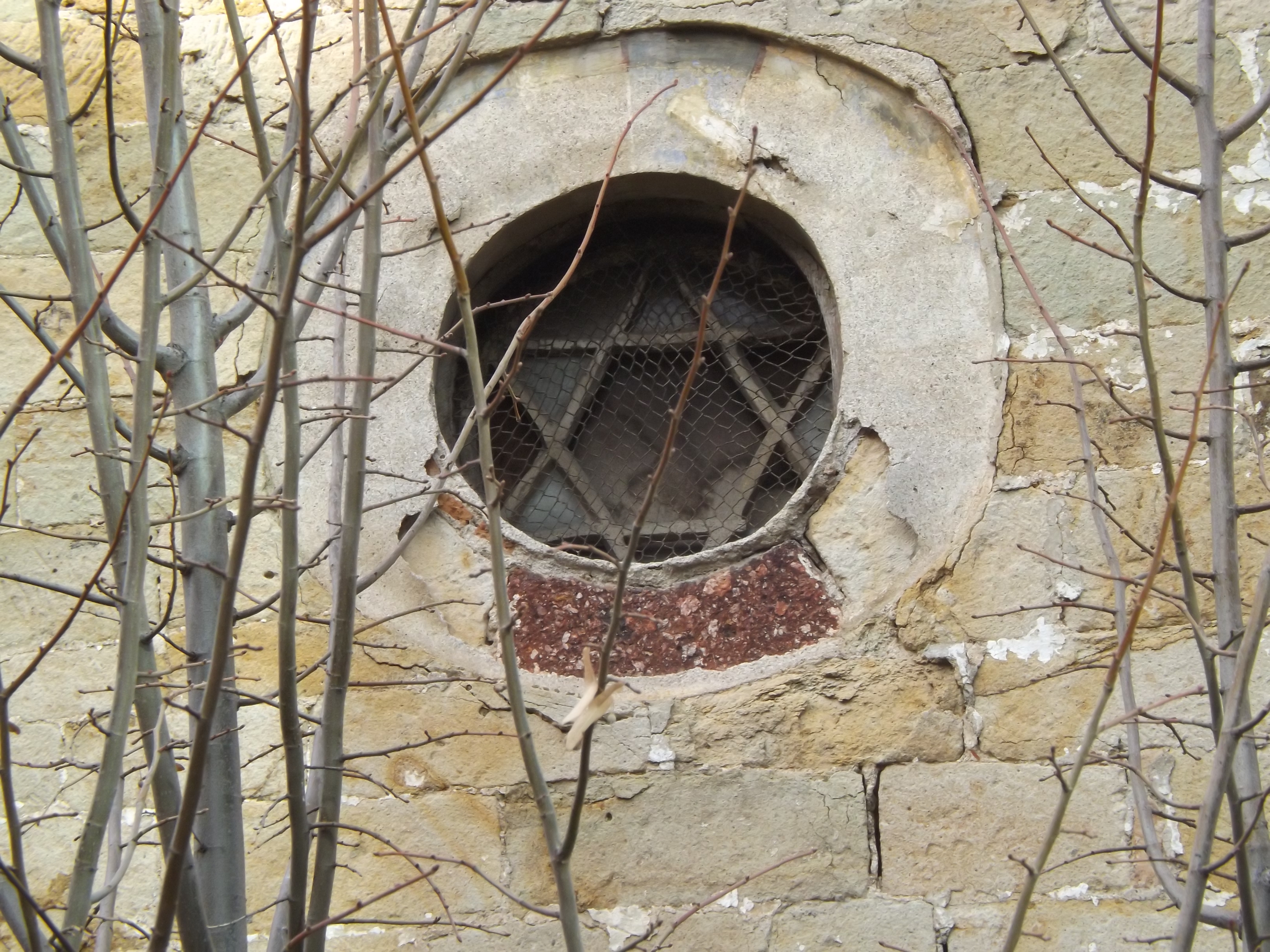
Мечеть Яшара-паші

- Мечеть Чаршия ― це будівля, яка збереглася ще від старої Приштини. Побудована в XV столітті Султаном Баязиді, щоб увічнити перемогу османів у 1389 році. У минулому Чаршия розміщувалася перед накритим базаром Приштини. Нині від старого базара нічого не залишилося ― тільки назва мечеті нагадує про нього. Багато ремонтів і реконструкцій змінили первісний вигляд будівлі, але її основний символ — цеглини на вершині мінаретів стоять збережені вже 600 років.[28] Ця мечеть нині стоїть перед Національним музеєм Косова. Чаршия є унікальною в Європі, адже її верхівка збудована з цегли, а не алюмінію.[29]  Мечеть Яшара-паші  Біля цієї мечеті є шадирван (тип фонтану, що встановлюють біля мечетей), прикрашений мармуром — це єдиний у Приштині громадський шадирван, який зберігся до наших часів.[30] Поблизу святині розташована годинникова вежа, яка побудована в XIX столітті та має форму шестикутника і висоту 26 метрів.

- Мечеть Яшара-паші побудована в шістнадцятому столітті й розташована поруч з мечеттю Чаршия. Згідно з написом, віднайденим у будівлі, будівництво храму закінчилося у 1834 році.[31] Споруда містить дуже незвичний для мечетей елемент, а саме Зірку Давида, яку можна побачити в одному з вікон мечеті (показано на світлині).
- Святиня Султана Мураді розташована в селі Мазґит, на 7 кілометрів західніше від Приштини. Вона символічно позначає місце, де загинув Султан Мураді в битві на Косовому полі в 1389 році.[32]

У Приштині є район Великий Базар, який нині є дуже активною зоною центральної частини міста. Хоча значна частина Великого Базару зруйнована в 1950-х роках, проте досі має такий же стиль, як і багато інших базарів, які можна знайти на Балканах.

## Югославська Приштина
Приштина зазнала значного впливу Югославії, оскільки була частиною Югославської Федерації протягом декількох десятиліть, увібравши в себе елементи югославського стилю. Деякі з таких будівель можна побачити навіть сьогодні.
- Університет Приштини ― державний заклад вищої освіти, розташований у столиці Косова. Заклад має 14 факультетів, розміщених у Приштині, та три відділення в інших містах Косова. Університет Приштини ― албанськомовний заклад вищої освіти, створений після війни в Косові. Він має студентський кампус у Приштині та є головним університетом у Косові.[33][34]
- Національна бібліотека Косова ― бібліотечна установа в Косові. Заснована Парламентом Косова з метою збору та збереження інтелектуальної спадщини держави. Колекція бібліотеки є ціннісним скарбом національної, регіональної та світової спадщини. З 1999 року ця центральна бібліотечна установа Косова відома за назвою: «Національна та Університетська бібліотека Косова». Функціонує як центр бібліотечної інформації національного рівня, де збирається та зберігається бібліотечний матеріал, який має велику цінність у культурі, мистецтві та науці держави.[35]

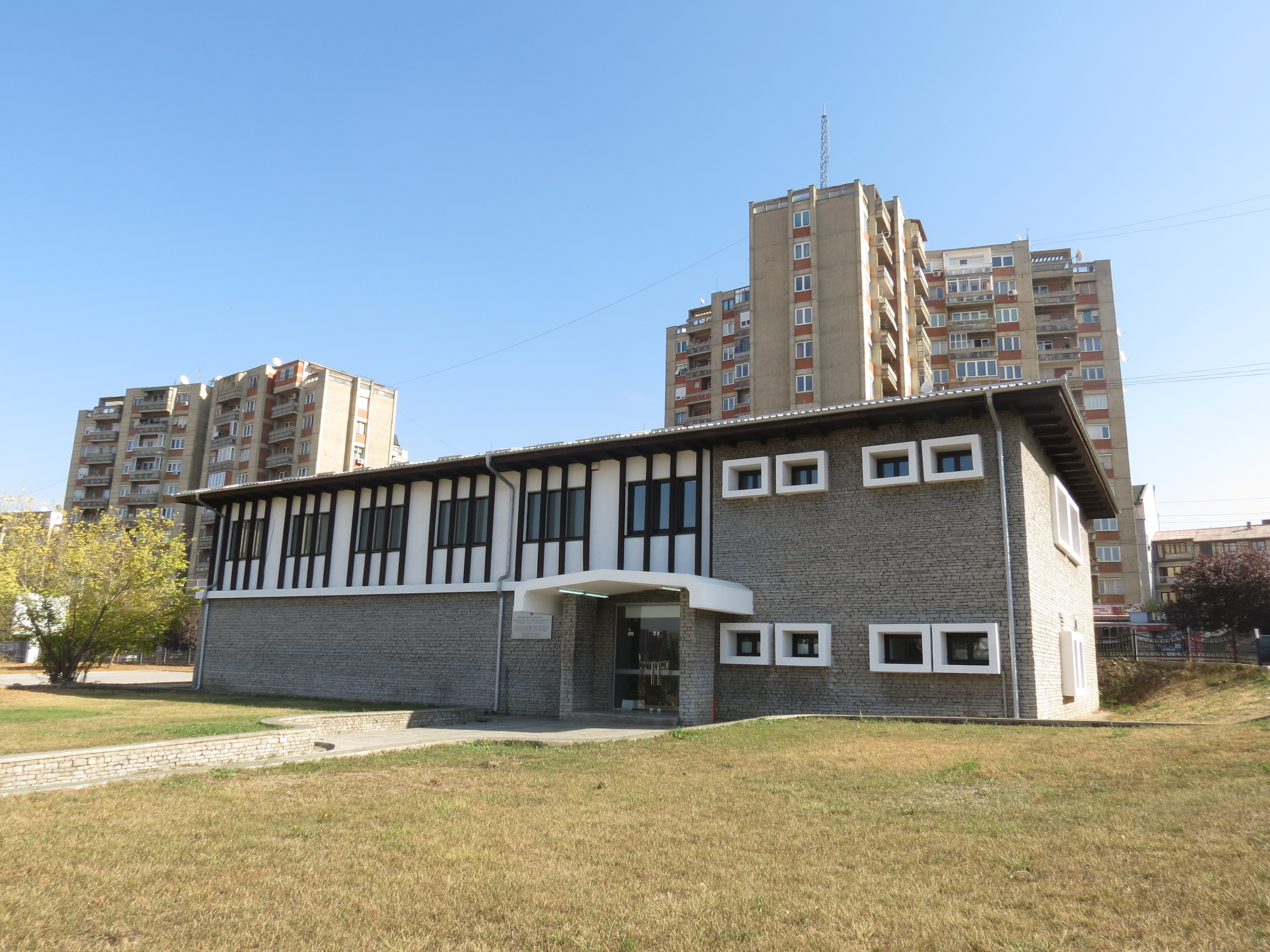
Національна галерея Косова

- Національна художня галерея Косова заснована 1979 року як культурна установа для розміщення виставок візуального мистецтва та збору цінних творів. Галерея організувала понад 500 виставок.[36] Установа також заохочує молодих художників організовувати власні презентаційні заходи.[37] Національна художня галерея Косова розташована на території кампусу Приштинського університету відразу за Національною та Університетською бібліотекою Косова. Будинок використовувався Національним музеєм Косова.
- Пам'ятник Єдності та Братерства має три 15-метрові високі колони, що символізують союз і братерство (улюблене югославське гасло) трьох національностей у Косові (албанців, сербів та чорногорців). В основі колон видно напис «1961», який означає рік заснування цієї пам'ятки.[38]
- Палац молоді та спорту «Боро та Раміз» ― це спортивно-розважальний комплекс, який слугує чудовим прикладом для уявлення про планування в югославську епоху, де в одній будівлі було як місце для дискотек, так і концертні та спортивні зали. Нині будівлю перетворили більше на торговий центр, де можна знайти різні магазини,[39] а також майданчик для баскетболу, на якому місцева баскетбольна команда проводить свої тренування.[40]
- Бібліотека «Hivzi Sylejmani» ― це міська бібліотека, заснована 1930 року. У 1948 році ця будівля стала бібліотекою міста Приштина.[41]

## Парки
У Приштині є велика кількість парків. До найпопулярніших відносять Міський парк, Парк Таукбахке, Парк Арберія та найвідоміший ― Національний парк Гермія. Гермія ― місце, де існує різноманітна флора і фауна. Більш як 75 відсотків території вкрито лісами, а її найвища точка лежить на висоті 1050 метрів над рівнем моря. У парку є кілька спортивних майданчиків, пішохідні та велосипедні доріжки, ресторани та басейн.

## Інші місця

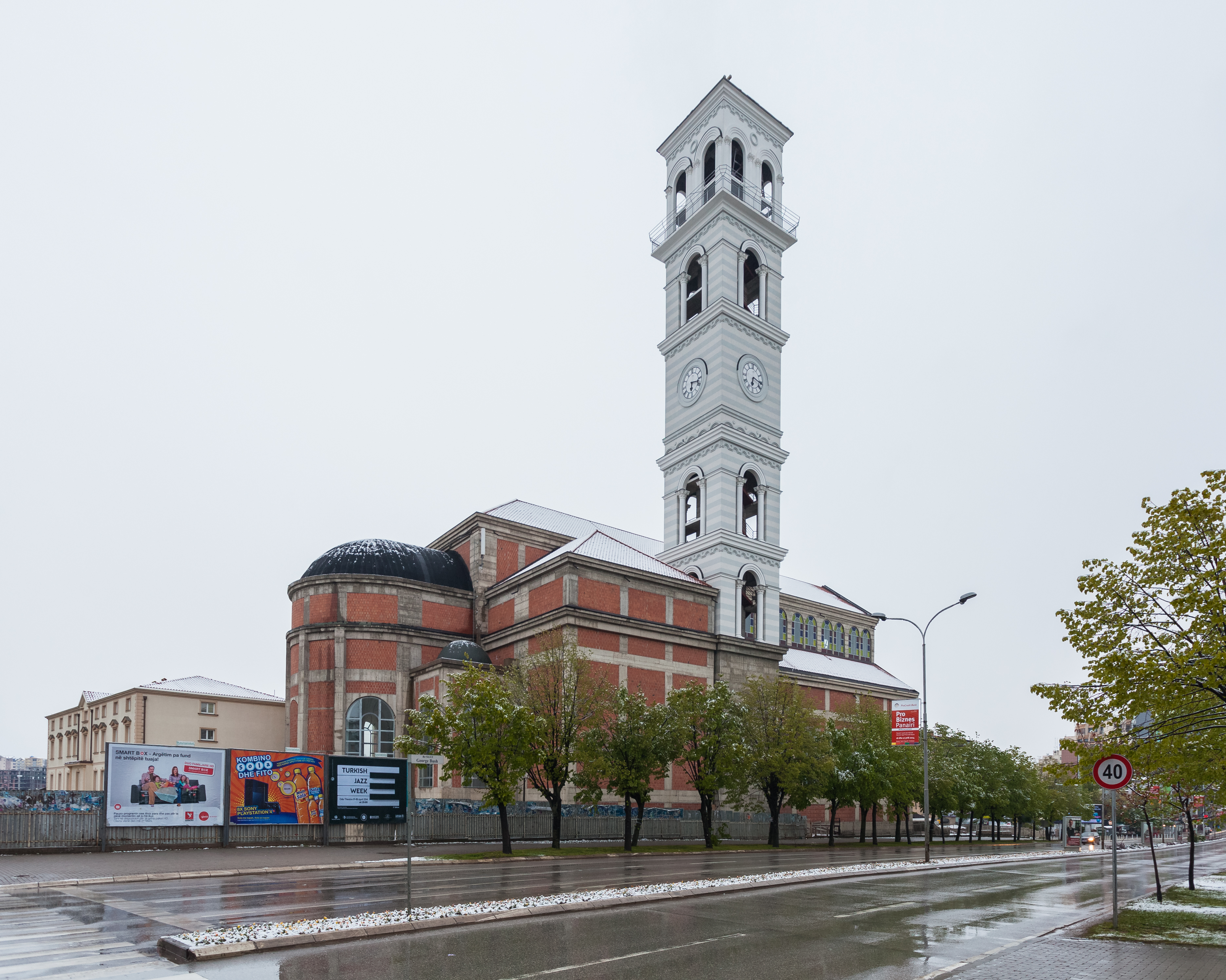
Собор святої Матері Терези

- Пам'ятник «NEWBORN» ― типографічна скульптура й популярна туристична пам'ятка в Приштині, відкрита 17 лютого 2008 року — в день, коли Косово проголосило незалежність від Сербії.[45] Пам'ятник містить англомовне слово «Newborn», прописане великими літерами. Скульптуру спочатку пофарбували в яскраво-жовтий колір. Пам'ятник був перефарбований прапорами держав, які визнали Косово незалежною країною.[46] «Newborn» перемальовується та щорічно відкривається 17 лютого. Пам'ятник здобув велику популярність через міжнародні ЗМІ, які повідомляли про проголошення незалежності Косова. Зображення монумента вмістили на головну шпальту The New York Times.[47] Монумент здобув призові місця на шести великих міжнародних конкурсах у категорії дизайну. На 49-му фестивалі «Clio Awards» пам'ятка дістала нагороду «Silver Clio» за поширення людських чеснот. Також пам'ятник нагороджено Канським золотим левом на 55-му Канському щорічному міжнародному фестивалі реклами, Срібною нагородою Європейського рекламного фестивалю «Eurobest»,[48] став фіналістом LIA (London International Awards).[49]
- Археологічний парк у Приштині розміщений перед Національним музеєм Косова. Разом з Етнографічним музеєм є частиною проєкту «Дотримуйтесь жовтої лінії», який має на меті показати культурну спадщину Приштини.[50]
- Собор Пресвятої Матері Терези в Приштині ― римо-католицький храм. У 2007 році уряд Косова схвалив план будівництва.[51] Фундамент церкви урочисто заклав колишній президент Косова Ібрагім Ругова. Присвячений Нобелівській лауреатці Матері Терезі.

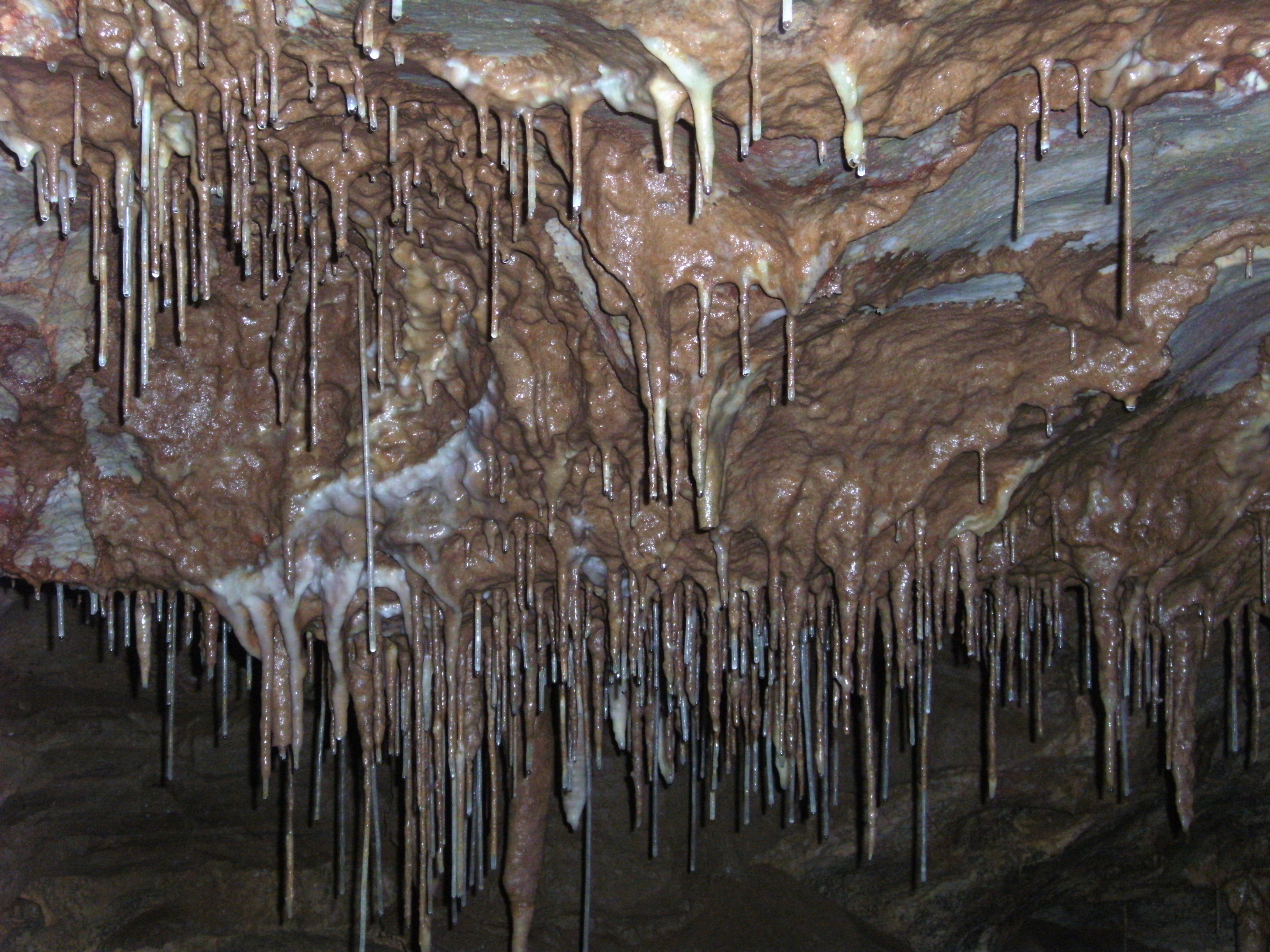
Мармурова печера в Нижнє Гадиме

- Мармурова печера в Нижнє Гадиме лежить за 20 кілометрів від міста. Має довжину 1276 метрів та чисельні нагромадження вулканічної лави та туфу, які акумулювалися на мармурі ще в період до виникнення долини Косова.[52]
- Пам'ятник Скандербегу, встановлений на перетині бульварів Матері Терези і Скандербега, в центрі Приштини ― данина албанському герою, який у п'ятнадцятому столітті боровся з Османами. Статую спроєктував албанський художник Янак Пако в 2001 році.

## Події та фестивалі
Приштина ― місце, де відбувається безліч різноманітних заходів та фестивалів, які приваблюють багатьох відвідувачів як місцевих, так і міжнародних.
- «KosICT» ― один з найбільших заходів інформаційно-комунікаційних технологій у Косові[53], який уперше проведено 2012 року. Організований групою «STIKK»(Косовська асоціація інформаційних та комунікаційних технологій), яка щороку висвітлює глобальні тенденції інформаційно-комунікаційних технологій, збираючи місцевих, регіональних та міжнародних спікерів.[54]
- «Software Freedom Kosova» вперше проведено 2009 року. Це одна з найбільших подій як у Косові, так і в регіоні, з просування безплатного програмного забезпечення з відкритим кодом. Це щорічна подія, яка збирає спікерів і безліч відвідувачів з Косова, регіону та інших місць.[55]

- «Startup Weekend Priština» ― щорічна подія, яка триває 54 години без перерви та збирає натхненних людей, що мають ідеї для нових послуг чи продуктів.[56]
- Приштинський джазовий фестиваль ― це фестиваль джазової музики, ініційований Іліром Байрі в 2005 році. Проходить у листопаді у приміщенні театру Ода. Дуже багато джазових музикантів з різних куточків світу відвідали цю подію.[57]
- Приштинський міжнародний кінофестиваль (PriFilmFest) ― це кінофестиваль, який проводиться щорічно в столиці Косова. На кінофестивалі показують відомі міжнародні фільми, відзняті в Балканському регіоні. Також кінофестиваль привертає увагу до косовської кіноіндустрії. Заснований після проголошення незалежності Косова 2008 року. Перший фестиваль відбувся у 2009 році, на якому ведучою була актриса Ванесса Редґрейв.[58]

- Міжнародний фестиваль молодих музикантів (DAM (IFOYMD)) ― це перший подібного роду фестиваль, організований у Косові. Він став традиційним. Уперше відбувся у квітні 2006 року й у ньому взяли участь музиканти з Косова (тоді частина Сербії та Чорногорії), Італії, Німеччини, Албанії та Словенії. Наступного року фестиваль розширився, участь у ньому взяли музиканти з України, Єгипту, Австрії, Великої Британії, Албанії, Болгарії, Хорватії та Косова.[59]
- «Skena UP» ― це міжнародний фестиваль студентського кіно й театру, який проводиться щороку.
- «Фестиваль 911» ― це фестиваль короткометражних фільмів, які тривають 5–30 хвилин і які зняли режисери регіону; для міжнародних відвідувачів цього фестивалю кінострічки показують з англійськими субтитрами.[60]

## Традиційна їжа

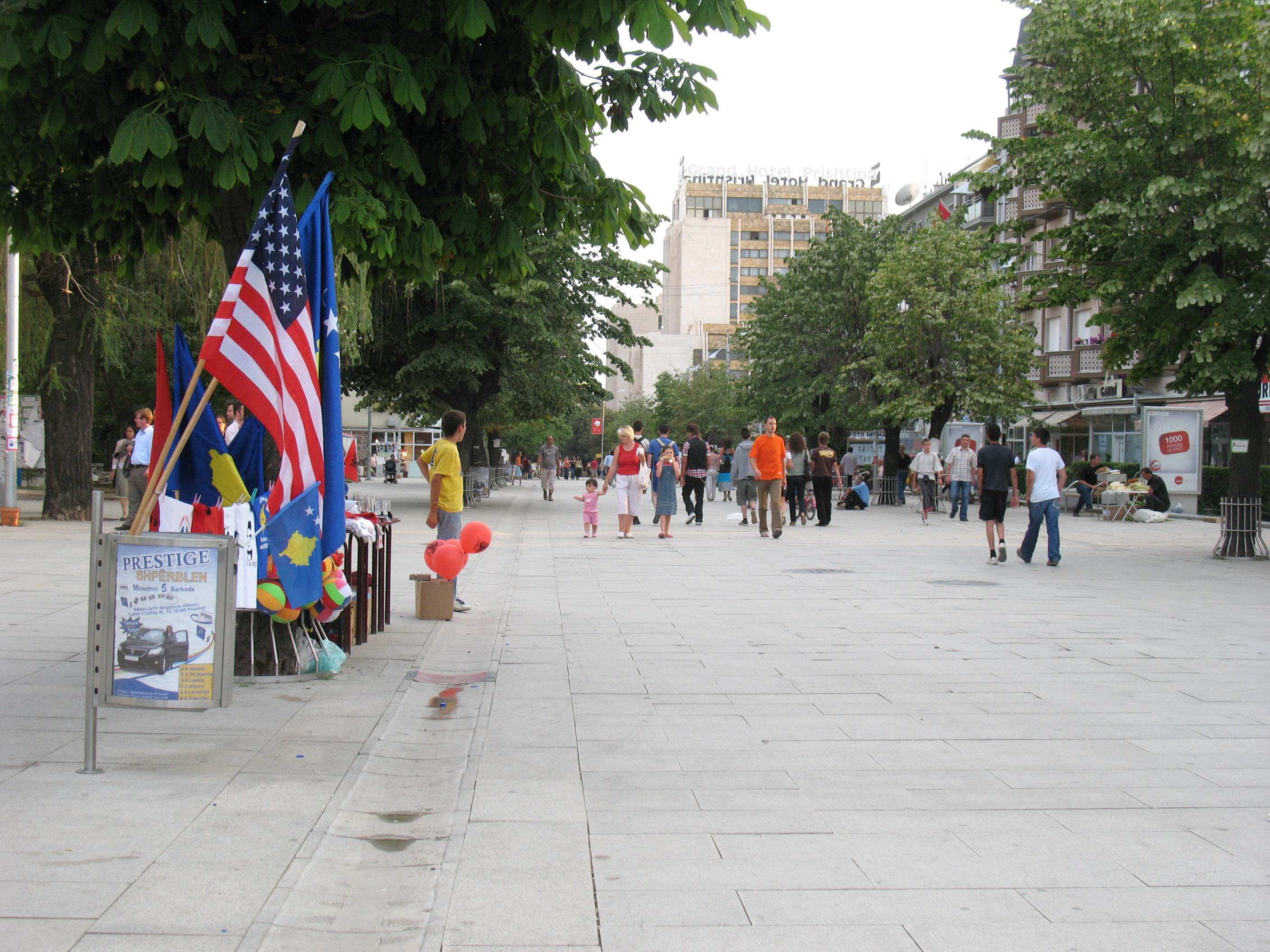
Бульвар Матері Терези

Найвідоміша та найзнаковіша страва в Косові ― це флія, яку готують цілорічно, але найбільше споживають влітку. Флія, приготована з сачом, ― це страва традиційної албанської кухні, яку готують здебільшого в гірських районах. Це, безумовно, одна з типових косовських страв, які рекомендують усі місцеві.
Баклава ― одна з традиційних випічок косовської кухні, хоча і є турецького походження. Баклласарем є також традиційною їжею Косова ― це солоний пиріг, який змащується йогуртом і часником.

## Нічне життя
У Приштині багато барів і кав'ярень. Нічне життя зосереджене переважно на бульварі Матері Терези, дорозі Фехмі Агані та в мікрорайоні Пейтон. Бульвар Матері Терези містить безліч нічних клубів, дискотек та барів, де найвідоміший є «Hamam Bar», який пропонує живу джаз-музику та знаковий тим, що увійшов до п'ятірки найкращих ресторанів і барів у світі за дизайном інтер'єру.

## Культурна спадщина

Монастир Грачаниця

Культурна спадщина Приштини є досить різноманітною, тому що територія міста була замешкана ще 10 000 років тому.
- Замок Ариляча ― розміщений у селі Ариляч, що за 20 кілометрів на захід від Приштини. Ототожнюється із замком Арія, побудованим у шостому столітті імператором Юстиніаном. Височить над пагорбом Галеш, з якого видно долину Косова як на долоні. Замок побудований у четвертому столітті. Окрім пізніх та середньовічних античних артефактів, у замку є також деякі спорадичні знахідки часів енеоліту, бронзи та дарданського періоду.[66]

- Ульпіана була давньоримським[67] містом, яке лежало на території нинішнього Косова. Поселення також назвали Юстініана Секунда.[68] Ульпіана розташована на родючій землі, біля лівого берега річки Грачаница, де неподалік є шахта, яка використовується ще з римських часів. Нині руїни давнього міста лежать приблизно за 9 кілометрів на південний схід від Приштини, неподалік селища Лапле Село.[69] У 1955 році, згідно з Резолюцією за номером «v.E.K.21 / 55», Ульпіану внесено до списку археологічних пам'яток виняткового значення.[70]
- Грачаниця ― сербський православний монастир, розташований у Косові. Заснований сербським королем Стефаном Милутиним у 1321 році. Монастир Грачаниці оголосила пам'яткою культури виняткового значення в 1990 році й охороняла Республіка Сербія. 13 липня 2006 року його внесено до Списку світової спадщини ЮНЕСКО в категорію Середньовічні пам'ятники в Косові.[71] Також монастир занесений у список об'єктів Світової спадщини, які перебувають в небезпеці.

## Галерея
|                |
| Центр Приштини |

|                    |
| Монумент "Newborn" |

|                     |
| Бульвар Скандербега |

|                           |
| Національний музей Косова |

|               |
| Мечеть Чаршия |

|                   |
| Годдинникова вежа |

|             |
| Парк Гермія |

|              |
| Міський парк |

|                     |
| Бульвар Мати Терези |

|                    |
| Приштинський Базар |

|                               |
| Національна бібліотека Косова |

|                                        |
| Палац молоді та спорту "Боро та Раміз" |